# Џош Думел
Џошуа Дејвид Думел (енгл. Joshua David Duhamel; 14. новембар 1972) је амерички филмски и телевизијски глумац и бивши модел. Најпознатији је по улогама Денија Мекоја у серији Лас Вегас и пуковника Вилијама Ленокса у филмском серијалу Трансформерси.